# Ceramid

Ceramid. R a zsírsav alkilcsoportja

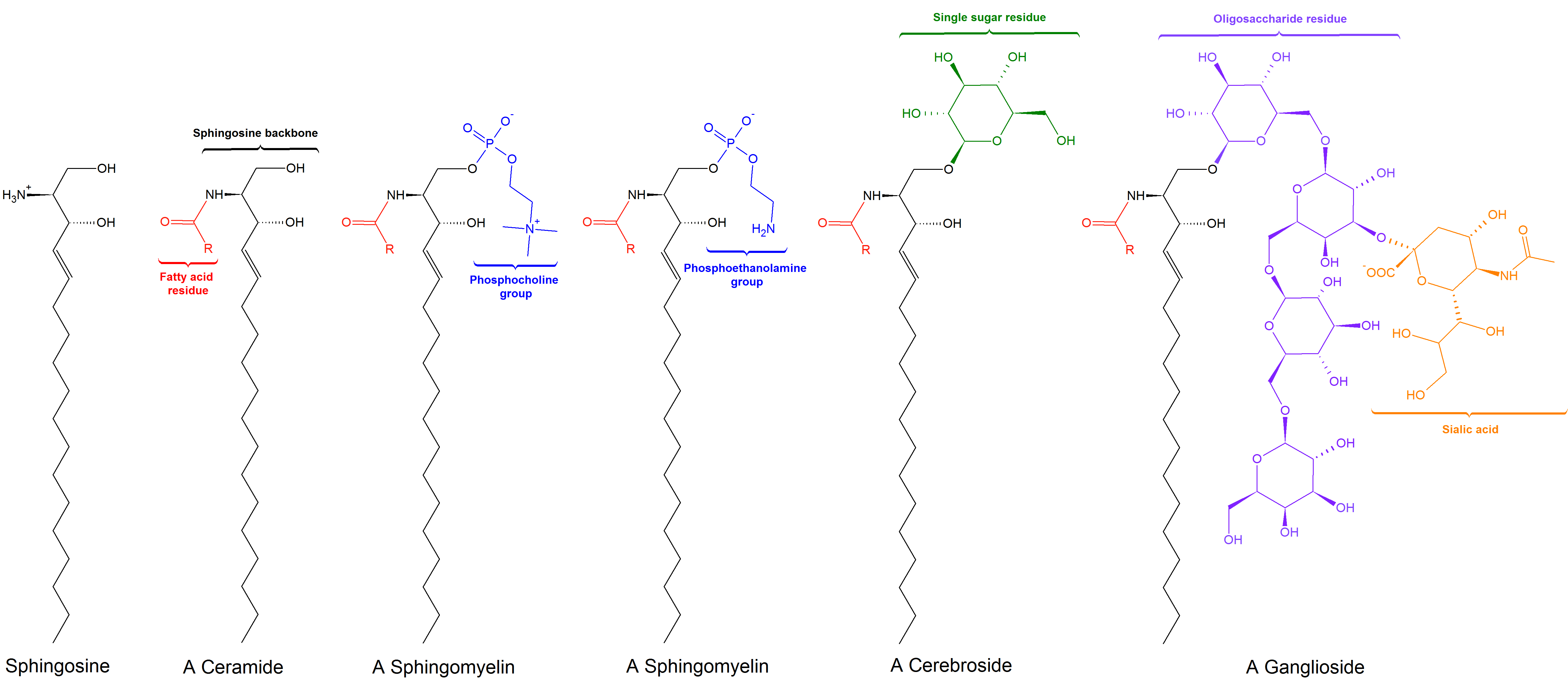
Szfingolipidek általános szerkezete

A ceramidok viaszszerű lipidek családja. Amidkötéssel összekötött szfingozinból és zsírsavból állnak. Nagy mennyiségben találhatók az eukarióta sejtek membránjában, mivel ezek alkotják a szfingomielint, a sejtmembrán fő lipidjeinek egyikét. Szemben a korábbi feltételezéssel, mely szerint a ceramidok és más szfingolipidek csak szerkezeti funkciókkal rendelkeznek, a ceramidok számos lipidjelzésben, például a sejtdifferenciáció, -proliferáció és -halál irányításában fontosak.
A ceramid szó a latin cera (viasz) és az amid szavakból ered. A ceramid a vernix caseosa része, mely viasz- vagy sajtszerű anyag az újszülöttek bőrén.

## Ceramidszintézis-utak
3 fő ceramidszintézis-út van: Az egyik a szfingomielináz-út, ahol a szfingomielináz lebontja a sejtmembránban a szfingomielint, és ceramidot szabadít fel. A másik a de novo út, ahol ceramid jön létre egyszerűbb anyagokból. A harmadik az „újrahasznosítás” – a szfingozinra bontott szfingolipidek újraacilációval ceramiddá alakulnak.

### Szfingomielin-hidrolízis
A szfingomielin hidrolízisét a szfingomielináz katalizálja. Mivel a szfingomielin a sejtmembránban leggyakoribb 4 foszfolipid egyike, e módszerben az apoptózishoz vezető jelek a céljai a sejten kívüli jeleknek. Mikor az ionizáló sugárzás bizonyos sejtekben apoptózist okoz, a sugárzás aktiválja a szfingomielinázokat, ceramidképződést okozva.

### De novo
A de novo ceramidszintézis a palmitát és a szerin kondenzációjával kezdődik 3-keto-dihidroszfingozinná. E reakciót a szerin-palmitoiltranszferáz katalizálja, és a sebességmeghatározó lépés. Ezután a 3-keto-dihidroszfingozin dihidroszfingozinná redukálódik, majd a (dihidro)ceramid-szintáz dihidroceramiddá alakítja. Ezután a dihidroceramid-deszaturáz dehidrogénezi. A de novo ceramidszintézis az endoplazmatikus retikulumban történik. A ceramid ezután a Golgi-készülékhez kerül vezikulum vagy a CERT ceramid-transzferfehérje által. A Golgi-készülékben a ceramid más szfingolipidekre, például szfingomielinre vagy glikoszfingolipidekre bontható

### Újrahasznosítás
A szfingolipid- és glikoszfingolipid-bontás a sejt savas részeiben, a késői endoszómákban és a lizoszómákban történik, ennek végterméke a szfingozin. A glikoszfingolipidek oligoszacharidjairól monoszacharidokat szabadítanak fel a savas pH-optimumon működő exohidrolázok, így ezeknek csak a szfingozinrész marad, mely később a ceramidképzéshez fontos. Ezt a savceramidáz szfingozinná és szabad zsírsavvá hidrolizálhatja, melyek elhagyhatják a lizoszómát, szemben a ceramiddal. A hosszú láncú szfingoid bázisok ezután újra bekerülhetnek a ceramid- vagy szfingozin-1-foszfát-szintézisbe. A ceramid-szintáz újra felhasználja a hosszú láncú szfingoid bázisokat a ceramid létrehozásához. Így a ceramid-szintázok feltehetően a lizoszómából felszabadult szfingozint csapdázzák az endoplazmatikus retikulum felszínén vagy a vele asszociált membránokban. Becslések szerint a szfingolipid-bioszintézis 50–90%-át adja ez az út.

## Fiziológiai szerepei

### Patológia
Bioaktív lipidként a ceramid számos fiziológiás funkcióban, például az apoptózisban, a sejtnövekedés leállásában, a differenciációban, a senescentiában, a sejtvándorlásban és -adhézióban is fontos. A ceramid és metabolitjai érintettek lehetnek számos patológiai tünetben, például a rákban, a neurodegenerációban, a cukorbetegségben, a mikrobiális patogenezisben, az obesitasban és a gyulladásban.
Számos eltérő ceramid, például a C16:0, a C18:0 és a C24:1 előrejelezhet major káros cardiovascularis eseményeket (MACE), de a C24:0 esetén fordított kapcsolat áll fenn. A C16–C18 májkárosítóak. A ceramidszint pozitívan korrelál a májban a gyulladással és az oxidatív stresszel, a nem alkoholos zsírmáj előrehaladása összefügg a májsejtek emelkedett ceramidszintjével. A telítettzsír-bevitel növeli a szérumceramidot és az inzulinrezisztenciát. A kezdeti tanulmányok az izomban, későbbiek a májban és a zsírszövetben is emelkedett inzulinrezisztenciát mutattak ki. A ceramidszintézist korlátozó vagy a ceramidbomlást növelő beavatkozások javítják az egészségi állapotot (például kisebb inzulinrezisztencia és zsírmáj révén).
A ceramidok vázizom-inzulinrezisztenciát indukálnak, ha a TLR4 telítettzsír-aktivációja révén jönnek létre. A telítetlen zsír nem okoz ugyanilyen hatást. A ceramidok számos szövetben az Akt/PKB-jelzőút gátlásával indukálnak inzulinrezisztenciát. Az LDL ceramid általi aggregációja LDL-tartást okoz az artériafalakban, atherosclerosist okozva. A ceramidok endotél diszfunkciót okoznak a fehérjefoszfatáz 2A (PP2A) aktiválásával. A mitokondriumokban a ceramid akadályozza az elektrontranszportláncot, és reaktívoxigénszármazék-termelést indukál.

### Apoptózis
A ceramid egyik legtanulmányozottabb szerepe a proapoptotikus anyagként betöltött. Az apoptózis fontos a normál sejthomeosztázishoz, és fontos fiziológiai válasz számos sejtstresszre. Ceramidfelhalmozódást találtak több apoptotikus ágenssel, többek közt ionizáló sugárzással, UV-fénnyel, TNF-α-val és kemoterápiás szerekkel való kezelés után. Ez alapján a ceramid ezekre való biológiai válasz. Apoptózisokozó hatása miatt ráksejtekben a ceramidot nevezik „tumorszupresszor-lipidnek”. Több tanulmány megkísérelte toovább vizsgálni a ceramid hatásait a sejthalálban, és egyes bizonyítékok szerint a ceramid a mitokondriumokra hat az apoptózisindukcióban. Azonban a tanulmányok változó és ütköző eredményei miatt a lipid szabályzómechanizmusa ismeretlen.

### Bőr
A stratum corneum az epidermisz legkülső rétege. Sejtmag nélküli terminálisan differenciált korneocitákból áll egy lipidmátrixban. A koleszterinnel és a szabad zsírsavakkal együtt a ceramidok alkotják a lipidmátrixot, mely akadályozza a párolgásos vízveszteséget. Ez ceramidok, koleszterin és zsírsavak közel azonos arányú keverékéből áll, kisebb mennyiségű más lipidekkel együtt. E lipidgát akadályozza a mikroorganizmusok bejutását is.
Az epidermális ceramidok számos szerkezetben jelen vannak, és részei AS- és NS-ceramidok, ADS- és NDS-dihidroceramidok, AH-, EOH- és NH-6-hidroxiceramidok, AP- és NP-fitoceramidok vagy EOH- és EOS-acilceramidok.

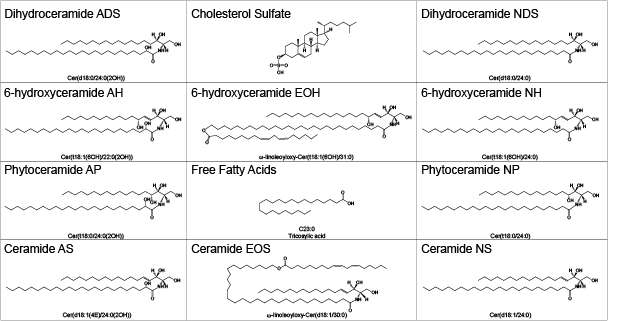
Epidermális ceramidok (Merlejev et. al., JCI Insight 2022, kiegészítő adatok p.14 – 1. kiegészítő ábra)

A ceramidszerkezetek diverzitása fontos a stratum corneum tulajdonságaiban a különböző testtájakon. Például az arcon a stratum corneum vékony és rugalmas, lehetővé téve a különböző arckifejezéseket. Ezzel szemben a sarkon a vastag és rideg a trauma megakadályozásához. Ennek megfelelően testtájspecifikus eltérések vannak az epidermális lipidomban, beleértve az egyes ceramidszerkezetek arányát.
A testtájspecifikus ceramidszint-eltérések mellett gyulladásos bőrbetegségek is okoznak epidermálisceramidmennyiség-változást. Pszoriázis esetén nagyobb az AS- és NS-ceramidok szintje, és kisebb az EOS-, AP- és NP-ceramidoké, ami hozzájárulhat a vízimpermeabilitási gát hibájához. Atópiás dermatitises és pszoriázisos betegek vizsgálataiból kiderült, hogy nem a ceramidosztályok, hanem a szfingoid bázis és a zsírsav hossza befolyásolja leginkább a ceramidszerkezetet a gyulladt bőrben.

### Hormonális
A ceramidszintézis gátlása miriocinnal elhízott egerekben megnövekedett leptinjelzést és csökkent inzulinrezisztenciát okozott a SOCS-3-expressziót csökkentve. Az emelkedett ceramidszint az inzulinút indításának gátlásával vagy C-Jun N-terminális kinázok aktiválásával növeli az inzulinrezisztenciát.

## Ceramidképződést indukáló anyagok
- Anandamid
- Ceramidázgátlók
- kemoterápiás szerek
- Fas ligandum
- Endotoxin
- Homocisztein[27]
- Hidroxipalmitoilszfinganin[28][29]
- γ-interferon
- ionizáló sugárzás[2][30]
- mátrix-metalloproteinázs[27]
- Niacinamid
- reaktív oxigénszármazékok[27]
- Tetrahidrokannabinol és más kannabinoidok[31]
- TNF-α[27]
- 1,25–dihidroxi-D-vitamin

## A ceramidjelzés mechanizmusa
Nem ismertek még a ceramid jelzőmolekula-funkciójának mechanizmusai.
Egy hipotézis szerint a sejtmembránban létrejött ceramid ridegíti a membránt, és stabilizálja a kisebb lipid mikrodoméneket, melyek így jelzőmolekulákat hordozhatnak. Ezenkívül ahogy a membrán egyik részén lévő mikrodomének indukálhatnak lokalizált változásokat a másikra, ezek a sejten kívüli és belüli jelek közti kapcsolathoz is használhatók.
A ceramid nagy csatornákat alkot a külső mitokondriális membránban. Ez lehetővé teszi a fehérjék membránközi térbe kerülését.

## Kapcsolódó betegségek
Az ACSF3 miatti kombinált malonsav- és metilmalonsav-aciduria (CMAMMA) esetén a komplex lipidek összetétele jelentősen eltér a csökkent mitokondriális zsírsavszintézis (mtFAS) miatt. For example, while the concentration of sphingomyelin is noticeably increased, the concentration of ceramides is proportionally decreased.

## Használata
A ceramidok használhatók topikus bőrgyógyszerként bőrpanaszok, például az ekcéma kezelésének kiegészítéséhez. Ezenkívül kozmetikai termékekben is használhatók, például szappanokban, samponokban, bőrkrémekben és naptejekben. Ezenkívül a ceramidokat vizsgálják rákterápiához is.

## Ceramid baktériumokban
A ceramidok ritkák a baktériumokban. Azonban a Sphingomonadaceae család baktériumaiban jelen vannak.

## Ceramid-foszfoetanolamin
A ceramid-foszfoetanolamin (CPE) ceramid- és foszfoetanolamin-csoporttal rendelkező szfingolipid. A CPE bizonyos gerinctelenek, például a Drosophila esetén a fő szfingolipidcsoport. Ezzel szemben az emlőssejtek kevés CPE-t tartalmaznak.

## Fordítás
Ez a szócikk részben vagy egészben  a   Ceramide című angol Wikipédia-szócikk ezen változatának fordításán alapul.  Az eredeti cikk szerkesztőit annak laptörténete sorolja fel. Ez a jelzés csupán a megfogalmazás eredetét és a szerzői jogokat jelzi, nem szolgál a cikkben szereplő információk forrásmegjelöléseként.